# Cosmetopus longus
Cosmetopus longus är en tvåvingeart som först beskrevs av Walker 1849.  Cosmetopus longus ingår i släktet Cosmetopus och familjen kolvflugor. Arten är reproducerande i Sverige. Inga underarter finns listade i Catalogue of Life.